# Selysioneura ranatra
Selysioneura ranatra är en trollsländeart som beskrevs av Maurits Anne Lieftinck 1949. Selysioneura ranatra ingår i släktet Selysioneura och familjen Isostictidae. Inga underarter finns listade i Catalogue of Life.